# Południowo-zachodnia grań Spiskiej Grzędy

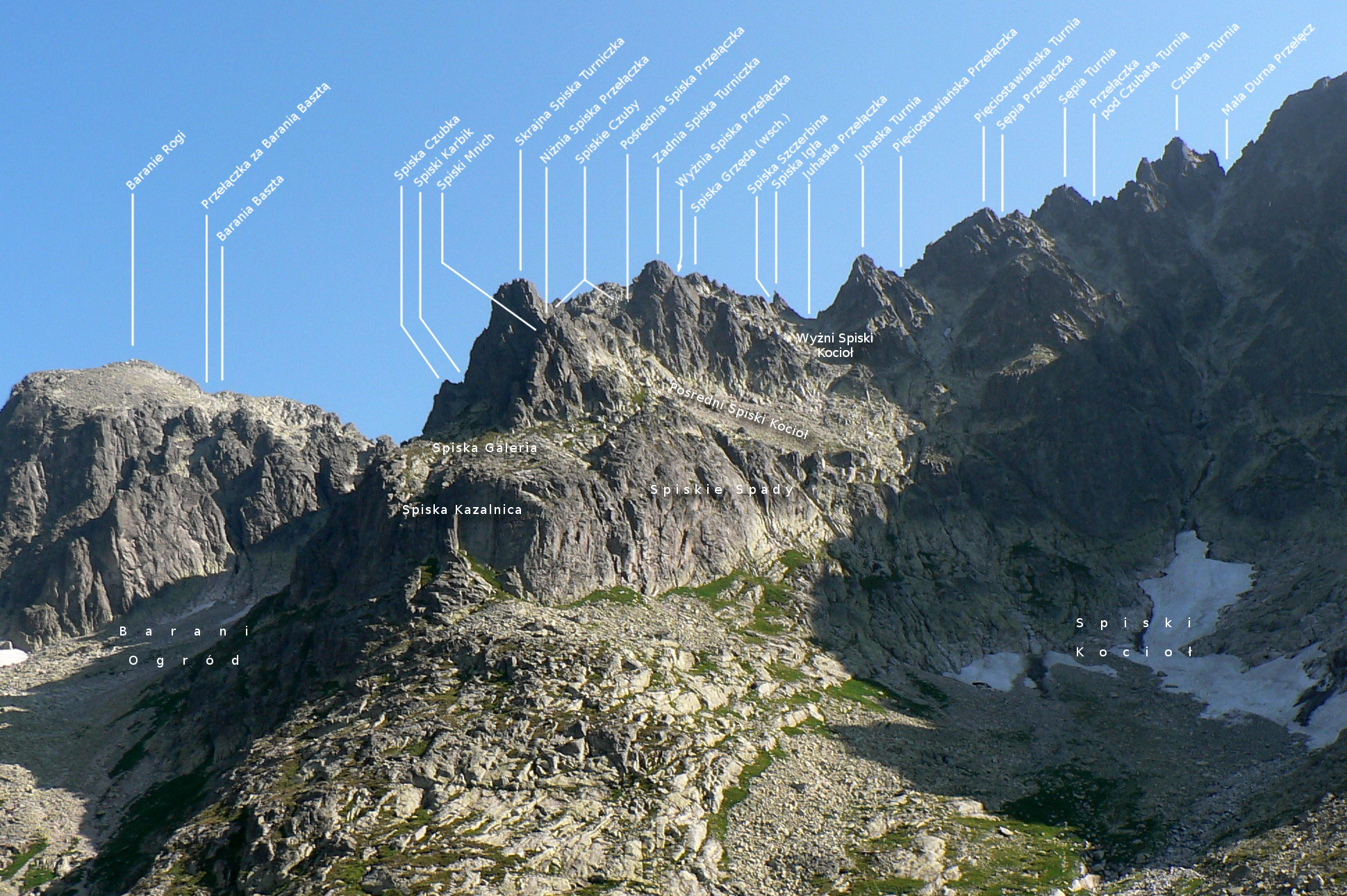
Masyw Spiskiej Grzędy z podpisanymi obiektami

Południowo-zachodnia grań Spiskiej Grzędy (słow. JZ rameno Spišského štítu) – krótka grań w słowackich Tatrach Wysokich, odgałęziająca się na południowy zachód od wyższego z dwóch wierzchołków Spiskiej Grzędy (Spišský štít) w długiej południowo-wschodniej grani Wyżniego Baraniego Zwornika.
Grań biegnie w kierunku Doliny Pięciu Stawów Spiskich. Jej zachodnie stoki opadają do Baraniego Ogrodu, natomiast wschodnie – do Spiskiego Kotła i leżących wyżej Pośredniego Spiskiego Kotła i Wyżniego Spiskiego Kotła, oddzielonych od niego Spiskimi Spadami.

## Przebieg grani
Od głównego wierzchołka Spiskiej Grzędy  można wyróżnić kolejno obiekty:
- Wyżnia Spiska Przełączka (Vyšná Mačacia štrbina),
- Zadnia Spiska Turniczka (Zadná Mačacia veža),
- Pośrednia Spiska Przełączka (Prostredná Mačacia štrbina),
- Spiskie Czuby (Mačacie zuby),
- Spiska Przełączka (Mačacia štrbina),
- Skrajna Spiska Turniczka (Mačacia veža, 2376 m)[1].

W Skrajnej Spiskiej Turniczce grań rozgałęzia się na dwa żebra. Zachodnie opada ku Baraniemu Ogrodowi i znajdują się w nim:
- Spiski Karbik (Mačacie sedielko),
- Spiska Czubka (Mačací hrb)[1][2].

Południowo-wschodnie biegnie w kierunku Spiskich Spadów. Położone są w nim:
- Przełączka za Spiskim Mnichem (Sedielko za Mačacím mníchom),
- Spiski Mnich (Mačací mních)[1][2].

Między żebrami, u podnóży Skrajnej Spiskiej Turniczki, rozciąga się taras zwany Spiską Galerią (Mačacia galéria). Na południe od niego można wyróżnić jeszcze Spiską Kazalnicę (Mačacia kazateľnica).

## Historia i nazewnictwo
Polskie nazwy obiektów w grani pochodzą od Doliny Pięciu Stawów Spiskich. Pochodzenie nazewnictwa słowackiego nie jest pewne – część osób wywodzi je od żbików obecnych niegdyś w tatrzańskich lasach, określanych jako dzikie koty (divá mačka).